# Нижегородское театральное училище
Нижегородское театральное училище имени Е. А. Евстигнеева — среднее профессиональное учебное заведение (училище) в Нижнем Новгороде, готовящее специалистов по специализациям «Актёр драматического театра и кино», «Актёр театра кукол», «Искусство балета», «Специалист по театрально-декорационному искусству». С 1996 года училище располагает учебным театром (Адрес: г. Нижний Новгород, ул. Варварская, д. 3А

## История
Было открыто в 1918 году. Основатель: Николай Дмитриевич Лебедев.

В 1922 году тогда ещё театральная студия получила отдельное от театра помещение — и её переименовали в Нижегородский государственный театральный техникум.

В годы войны учреждение прекращало работу; приём заявлений был возобновлён в 1946 году.

Нижегородское театральное училище — бывшее Горьковское театральное училище. В августе 1968 года по распоряжению Совмина СССР учебное заведение было преобразовано в «Нижегородское театральное училище».

Имя Е. А. Евстигнеева, который был его выпускником, присвоено училищу 6 октября 2003 года, после смерти прославленного артиста 4 марта 1992 года.

C 1970 по 2012 гг. театральным училищем руководила Заслуженный деятель искусств России Татьяна Васильевна Цыганкова.

Директор училища с 2012 г.: Леонид Александрович Чигин.

Педагог–режиссёр, Заслуженный деятель искусств России — Рива Яковлевна Левите.

Помимо своей основной квалификации, студентам также предоставляется возможность изучать профессиональные навыки дизайнера, балетмейстера, декоратора.

### Известные выпускники
- Бакалов, Евгений Васильевич
- Баландин, Денис Сергеевич
- Балякин, Андрей Борисович
- Белявский, Леонид Савелиевич
- Бирюкова, Любовь Алексеевна
- Богданова Халися Ривхатовна
- Бочкарёва, Наталья Владимировна
- Быстров, Артём Николаевич
- Валенская, Нина Борисовна
- Варшавер, Марк Борисович
- Вилкова, Екатерина Николаевна
- Вихров, Владимир Валентинович
- Дедюшко, Александр Викторович
- Евстигнеев, Евгений Александрович
- Ермаков, Александр Юрьевич
- Ермаков, Пётр Сергеевич
- Зимин, Михаил Николаевич
- Игнатьев, Николай Дмитриевич
- Ильин, Андрей Епифанович
- Кайнов, Борис Петрович
- Калашникова, Ольга Валерьевна
- Капатов, Игорь Альбертович
- Кондратьев, Валерий Павлович
- Константинов, Георгий Викторович
- Краснёнков, Алексей Сергеевич[7][8]
- Курицын, Андрей Владимирович
- Лапина, Наталья Азариевна
- Мазуркевич, Ирина Степановна
- Матеулин, Тахир Мусеевич
- Меньшов, Евгений Александрович
- Мерц, Наталья Ингольфовна
- Павленкова, Наталья Николаевна
- Палеес, Александр Романович
- Панкратов-Чёрный, Александр Васильевич
- Ремнёв, Леонид Яковлевич
- Смирнов, Виктор Фёдорович
- Суркова, Наталья Станиславовна
- Хитяева, Людмила Ивановна
- Чернявский, Александр Викторович
- Чуркин, Александр Александрович
- Шиляев, Дмитрий Вячеславович
- Шугуров, Геннадий Игоревич
- Яковлев, Александр Анатольевич

## См также
- Персоналии:Нижегородское театральное училище